# 宗忠神社
宗忠神社（むねただじんじゃ）は、黒住教の教祖である黒住宗忠を祀る神社である。京都および、黒住宗忠の生地で黒住教の本部のある岡山にある。

## 京都の宗忠神社
黒住宗忠は嘉永3年（1850年）に歿し、安永3年（1856年）に朝廷から「宗忠大明神」の神号が与えられた。文久2年（1862年）、宗忠の門人の赤木忠春らが、吉田神社より社地の一部を譲り受けて宗忠を祀る神社を創建した。慶応元年（1865年）には朝廷の勅願所とされ、皇室や公家から篤い崇敬を受けた。明治時代には県社に列格した。
岡山の宗忠神社との区別のため、鎮座地名から「神楽岡宗忠神社」とも呼ばれる。
流造の本殿は明治45年（1912年）に改築されたものである。本殿の北には、二条家より遷された天照大神を祀る神明宮がある。他に、白山比咩大神を祀る白山社、赤木忠春（赤木忠春神）を祀る忠春社がある。
 ウィキメディア・コモンズには、宗忠神社に関するメディアがあります。

## 岡山の宗忠神社
岡山の宗忠神社は、宗忠の生地である岡山県岡山市北区上中野（通称 大元）に明治18年（1885年）に創建されたものである。
京都の宗忠神社と混同を避けるため、教祖生誕地という意味で「大元神社（おおもとじんじゃ）」とも呼ばれる。鎮座地区名の「大元」はこれに由来している。かつて黒住教教団本部が置かれていたが、現在は岡山市北区尾上（通称「神道山」）に移転している。
毎年4月に例祭として黒住教最大の行事である「宗忠神社御神幸」が行われる。神体を載せた鳳輦が岡山の街中を巡行して後楽園まで往復する祭で、岡山さくらカーニバルの中心行事ともなっている。

### 交通アクセス
- 西日本旅客鉄道（JR西日本）宇野線（宇野みなと線・瀬戸大橋線）大元駅から西へ徒歩約15分。
- 岡山駅前5番乗場より岡電バス卸センター・健康づくり財団行きで約10分、宗忠神社にて下車、徒歩2分。また、平田経由北長瀬駅行きで約10分、大元上町にて下車徒歩1分。